# Universiteitsbibliotheek Maastricht
De universiteitsbibliotheek Maastricht is de bibliotheek van de Universiteit Maastricht (Maastricht University, of UM). De bibliotheek bestaat uit een aantal afzonderlijke gebouwen, elk met een eigen functie en historie. Naast het aanbieden van fysieke boeken en andere media, is de universiteitsbibliotheek ook verantwoordelijk voor een deel van de algemene voorzieningen en services voor studenten.

## Geschiedenis
In 1970 besloot het Ministerie van Onderwijs en Wetenschappen een aantal boekencollecties van opgeheven of op te heffen jezuïetenkloosters en -opleidingen onder te brengen in Maastricht als basis voor een nieuw te stichten universiteitsbibliotheek. In 1974 ging het onderwijs aan de medische faculteit van start, het begin van de universiteit, die pas twee jaar later officieel werd opgericht. Het onderwijs concentreerde zich in die beginjaren in het voormalige Jezuïetenklooster aan de Tongersestraat, waar ook een bescheiden bibliotheek en 'studielandschap' aanwezig was. Deze twee onderdelen werden in 1979 ondergebracht in het voormalige Bonnefantenklooster in het Jekerkwartier. De 17e-eeuwse kloosterkapel werd ingericht als boekenmagazijn. In 1982 verstrekte het Rijk subsidie om de jezuïetencollectie beter te ontsluiten, een project dat jaren zou duren. Toen in 1983 het eerste gebouw van de UM aan het Pieter Debyeplein in Randwyck in gebruik werd genomen, verhuisde de medische bibliotheek hiernaartoe. Begin 2003 verhuisde de hoofdvestiging van de universiteitsbibliotheek naar het in 1999 aangekochte en grondig verbouwde gebouwencomplex van de voormalige stadsbibliotheek en gemeentearchief tussen de Nieuwenhofstraat en de Grote Looiersstraat. In 2014 ten slotte werden de eerste studieplekken op het terrein van de voormalige Tapijnkazerne in gebruik genomen.

## Vestigingen

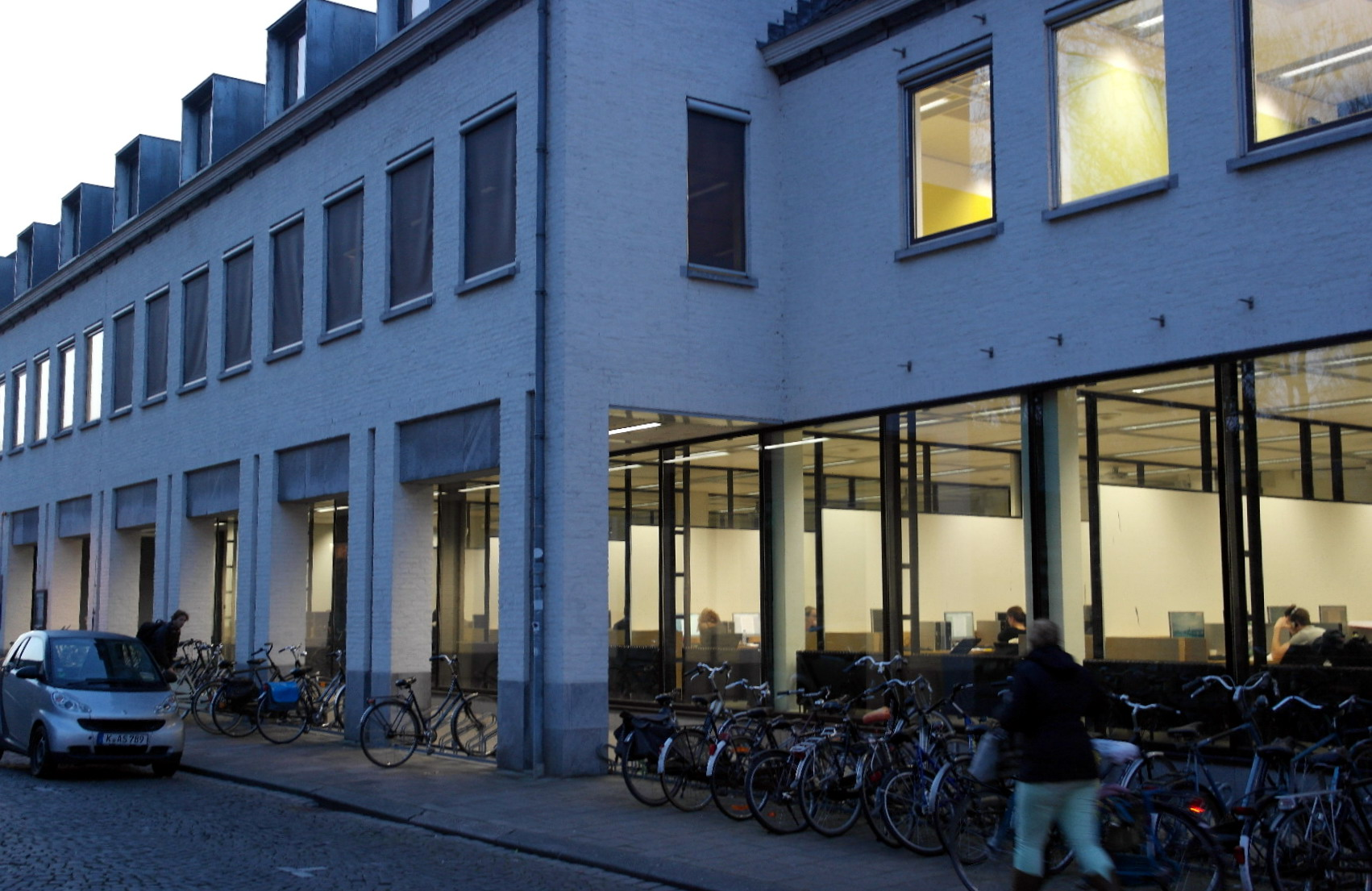
UB Locatie Binnenstad, Nieuwenhofstraat

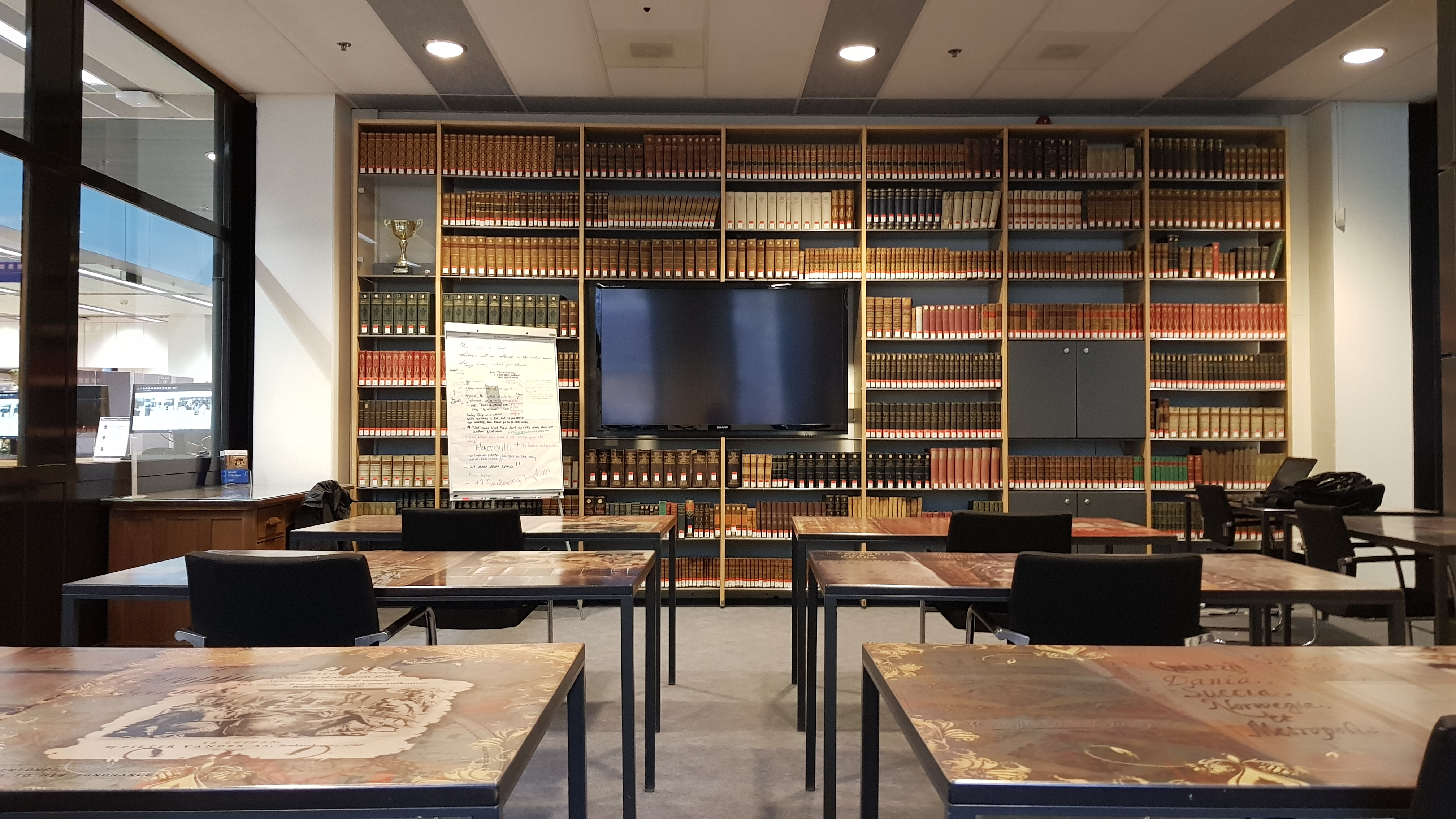
Locatie Binnenstad, 'Parlour'

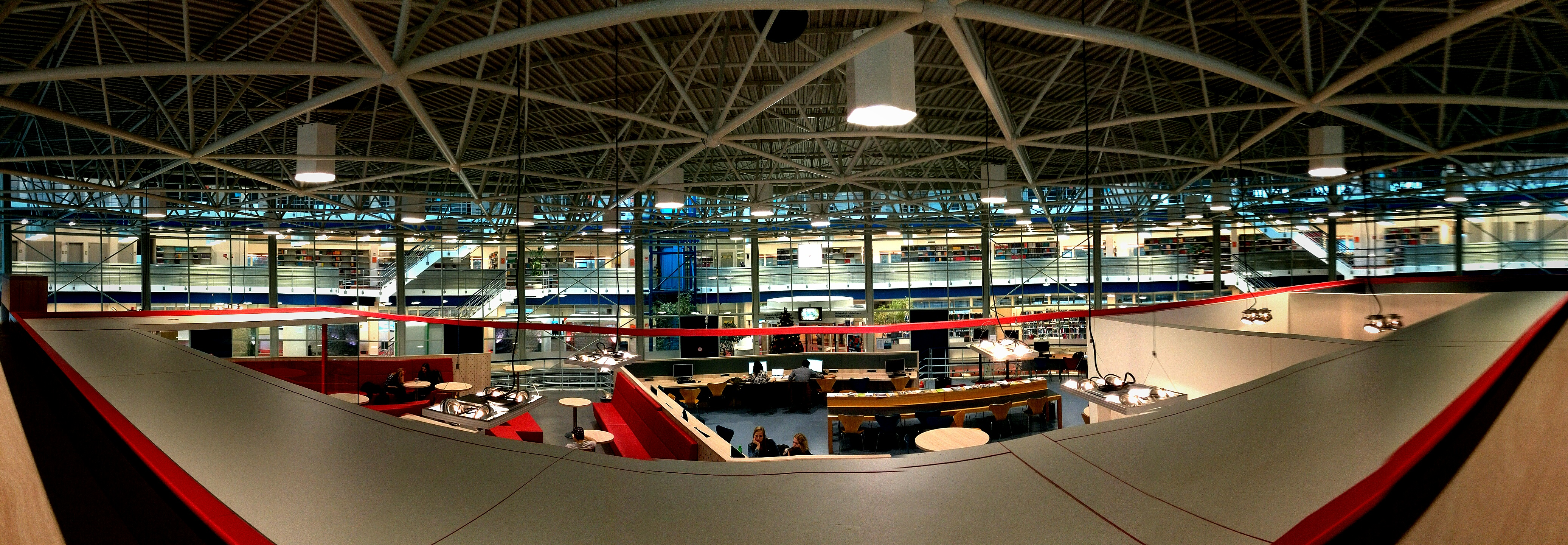
Interieur UB Locatie Randwyck

De universiteitsbibliotheek is verspreid over een viertal locaties. Dit hangt samen met de verspreiding van de faculteiten van de Universiteit Maastricht door de stad en het chronische gebrek aan studieplaatsen. De faculteiten FL (Faculty of Law), SBE (School of Business and Economics), FHS (Faculty of Humanities and Sciences) en FASoS (Faculty of Arts and Social Sciences) bevinden zich in de binnenstad van Maastricht en deze worden voorzien van boeken door de bibliotheek op de Grote Looiersstraat 17. De faculteiten FHML (Faculty of Health, Medicine and Life Sciences) en FPN (Faculty of Psychology and Neuroscience) bevinden zich daarentegen in de wijk Randwyck, op de zogeheten Randwyck Campus. Deze campus beschikt over een tweede grote vestiging van de universiteitsbibliotheek op het adres Universiteitssingel 50. Tegenwoordig beschikt de bibliotheek over twee extra locaties, het Bonnefantenklooster en de Tapijnkazerne.

### Locatie Binnenstad
De binnenstadlocatie van de universiteitsbibliotheek bestaat uit een aaneenschakeling van enkele gebouwen op de Grote Looierstraat 17. Het oudste gedeelte van de bibliotheek dateert uit 1757 en werd gebruikt als armenhuis. Later werd dit gebouw ingezet als kazerne, militair hospitaal, gevangenenkamp en als opslaghuis voor het Natuurhistorisch Museum. In de jaren 70 werd het gebouw uitgebreid door de gemeente en gebruikt voor de stadsbibliotheek en stadsarchieven. Pas in 1999, toen de stadsbibliotheek verhuisde naar haar huidige locatie in
Centre Ceramique, werd het overgenomen door de Universiteit Maastricht. Na een grondige verbouwing en modernisering van het pand, werd het in 2003 voor het eerst ingezet als universiteitsbibliotheek.
Het gebouw is door dit verleden een combinatie van oude architectonische elementen (zoals het oude trappenhuis) als van moderne architectuur (zoals haar grote glazen dak en grote open ruimtes). Een van de toegangspoorten van de bibliotheek is in 2009 ontworpen door de Tsjechische ontwerper en architect Bořek Šípek.

### Bonnefanten Learning Spaces
De locatie van de universiteitsbibliotheek, genaamd Bonnefanten Learning Spaces, is gevestigd op het adres Bonnefantenstraat 2. Dit historische pand huisde tussen 1626 tot 1796 het Bonnefantenklooster. Hierna werd het onder andere gebruikt als kazerne, voor arbeiderswoningen, als atelier en als museum. Toen het Bonnefantenmuseum in 1979 verhuisde, werd het gebouw overgenomen door de universiteit. Het heeft tot de opening van de grote bibliotheek in de binnenstad gefungeerd als hoofdlocatie van de bibliotheek. Door een gebrek aan studieruimtes in de Grote Looierstraat is recentelijk de locatie op de Bonnefantenstraat weer in gebruik genomen door de bibliotheek om studenten te voorzien van studeerplekken. Op deze locatie bevinden zich echter geen boeken en deelt de bibliotheek het pand met onder andere het Student Service Centre, horecafaciliteiten en een geschenkenwinkel. Door de vele verbouwingen is van het originele interieur weinig meer over.

### Tapijn Learning Spaces
In 2015 heeft de universiteitsbibliotheek een vierde locatie in gebruik genomen, de Tapijn Learning Spaces. Het gebouw waarin deze locatie gevestigd is maakt deel uit van de Tapijnkazerne, een voormalige legerkazerne aan de rand van het Stadspark Maastricht. Het gebouw bevat ongeveer 180 studieplekken, verdeeld over enkele ruimtes. Het interieur is ingericht en ontworpen door studenten van de Universiteit Maastricht.

### Locatie Randwyck
De locatie van de universiteitsbibliotheek in Randwyck maakt deel uit van de Randwyck Campus, waarvan de bouw in de jaren 80 begon. De bibliotheek neemt vier van de zes etages in van het kenmerkende halfronde gebouw op de Universiteitssingel 50, dat duidelijk zichtbaar is vanaf de A2. Door haar vorm heeft de bibliotheek een open en panoptisch effect. Het grootste deel van de bibliotheek bevindt zich in deze open ruimte. Het studeergedeelte, evenals het kantoor, bevindt zich in de buitenste ring van het gebouw. Dit deel wordt middels een grote glazen wand gescheiden van de horecafaciliteit en ontmoetingsplekken. Ook beschikt deze locatie over een groot aantal computerzalen (het 'Computerlandschap'), welke zich aan de achterkant van het ronde gebouw bevinden.
De bibliotheek is direct verbonden met het ziekenhuis AZM. Deze locatie is daarom niet alleen een kenniscentrum voor studenten en werknemers van de Universiteit Maastricht, maar ook van de medewerkers van het AZM.

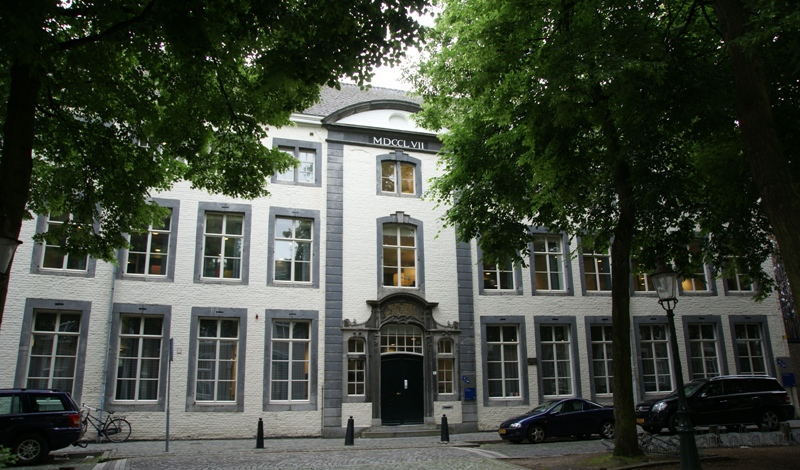
UB Locatie Binnenstad, gevel Grote Looierstraat
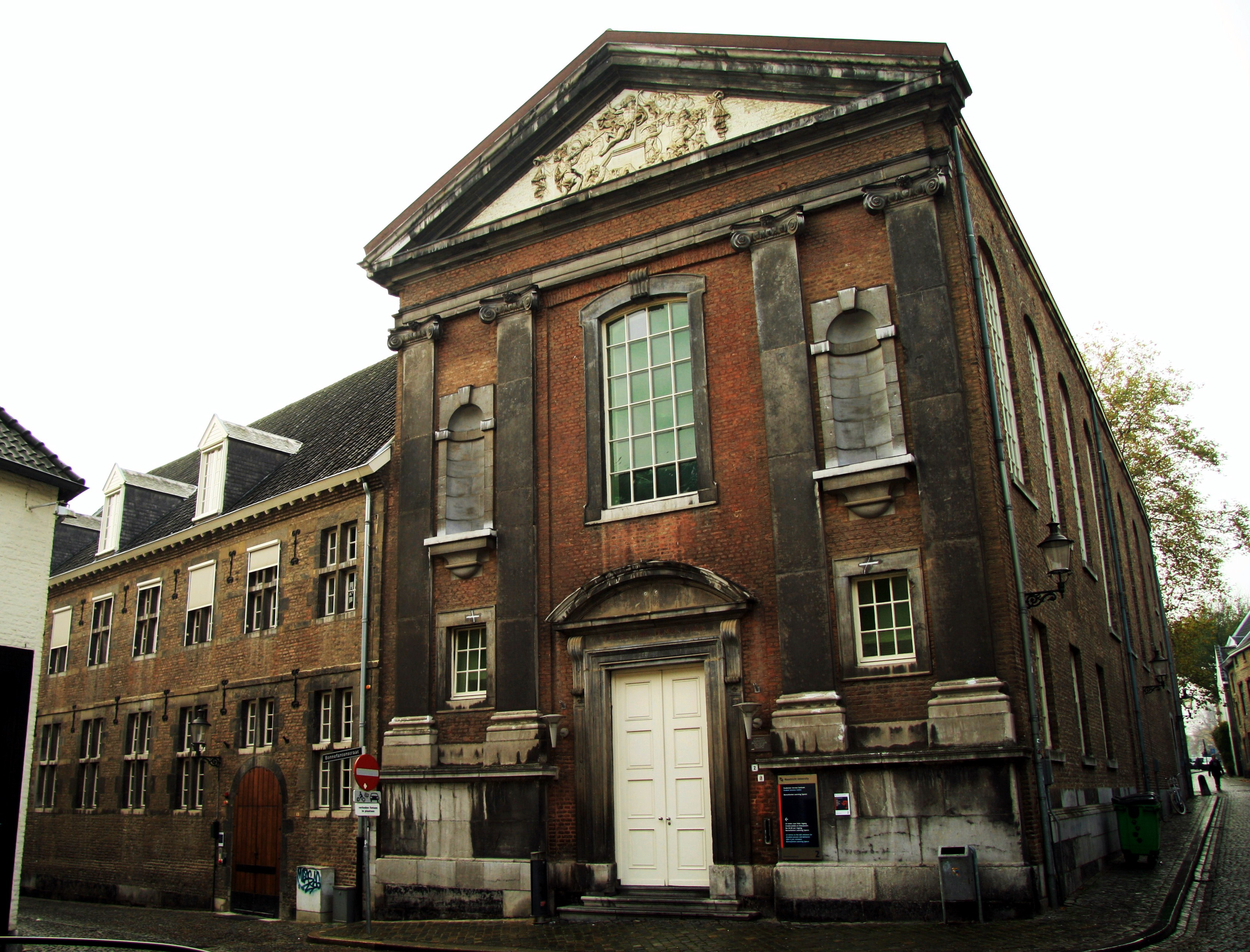
UB Locatie Bonnefanten Learning Spaces
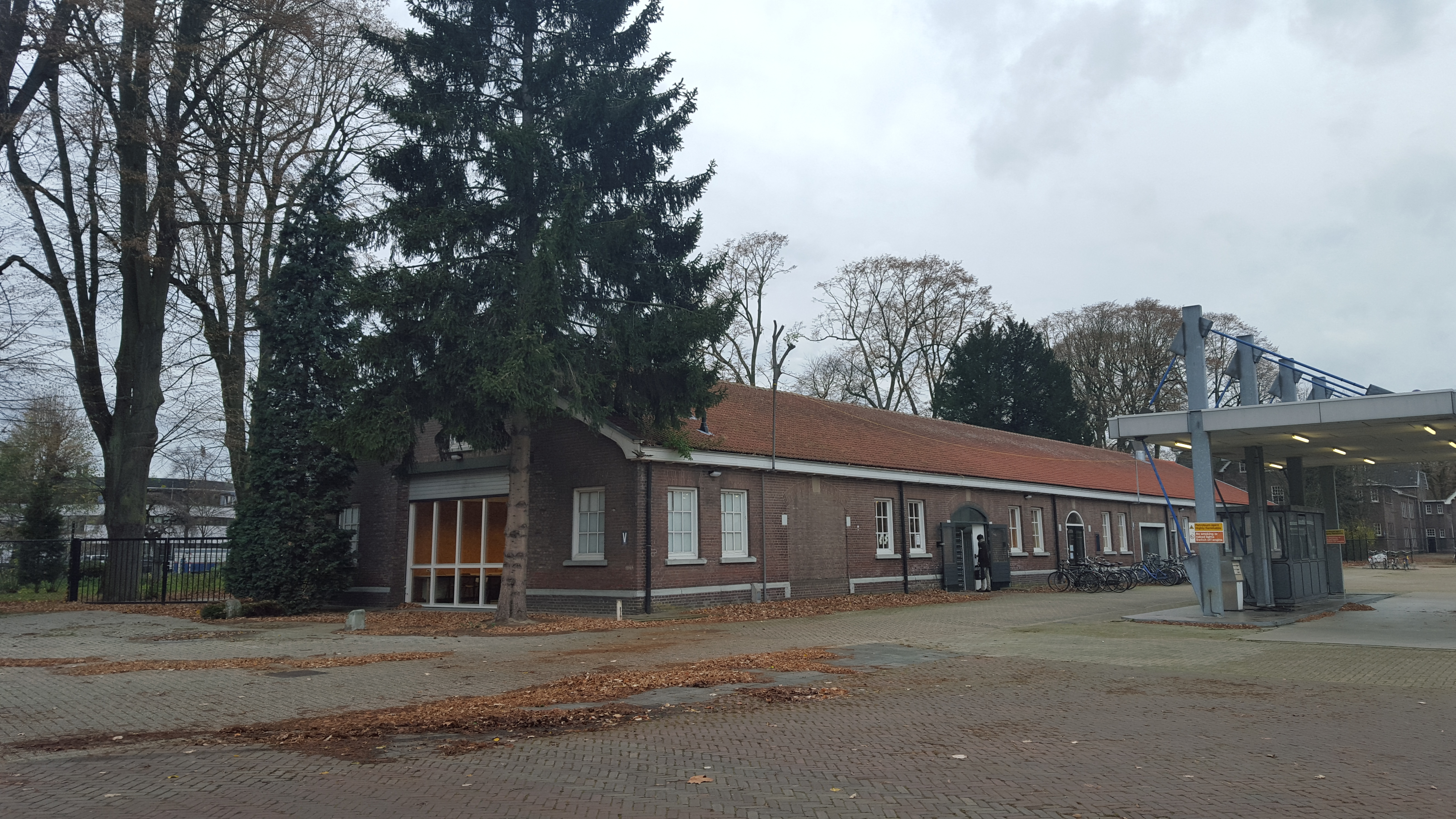
UB Locatie Tapijn Learning Spaces
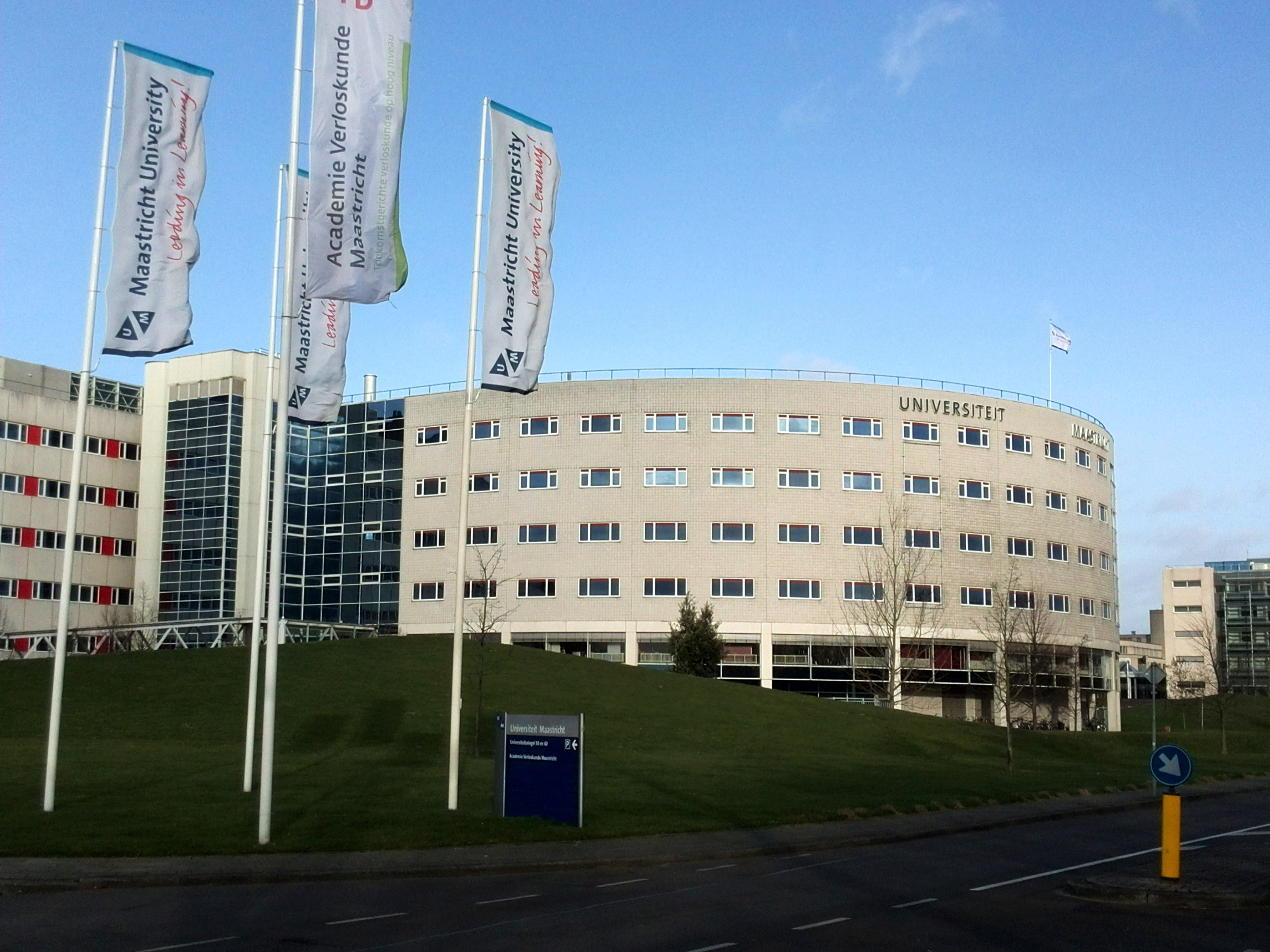
UB Locatie Randwyck

## Voorzieningen

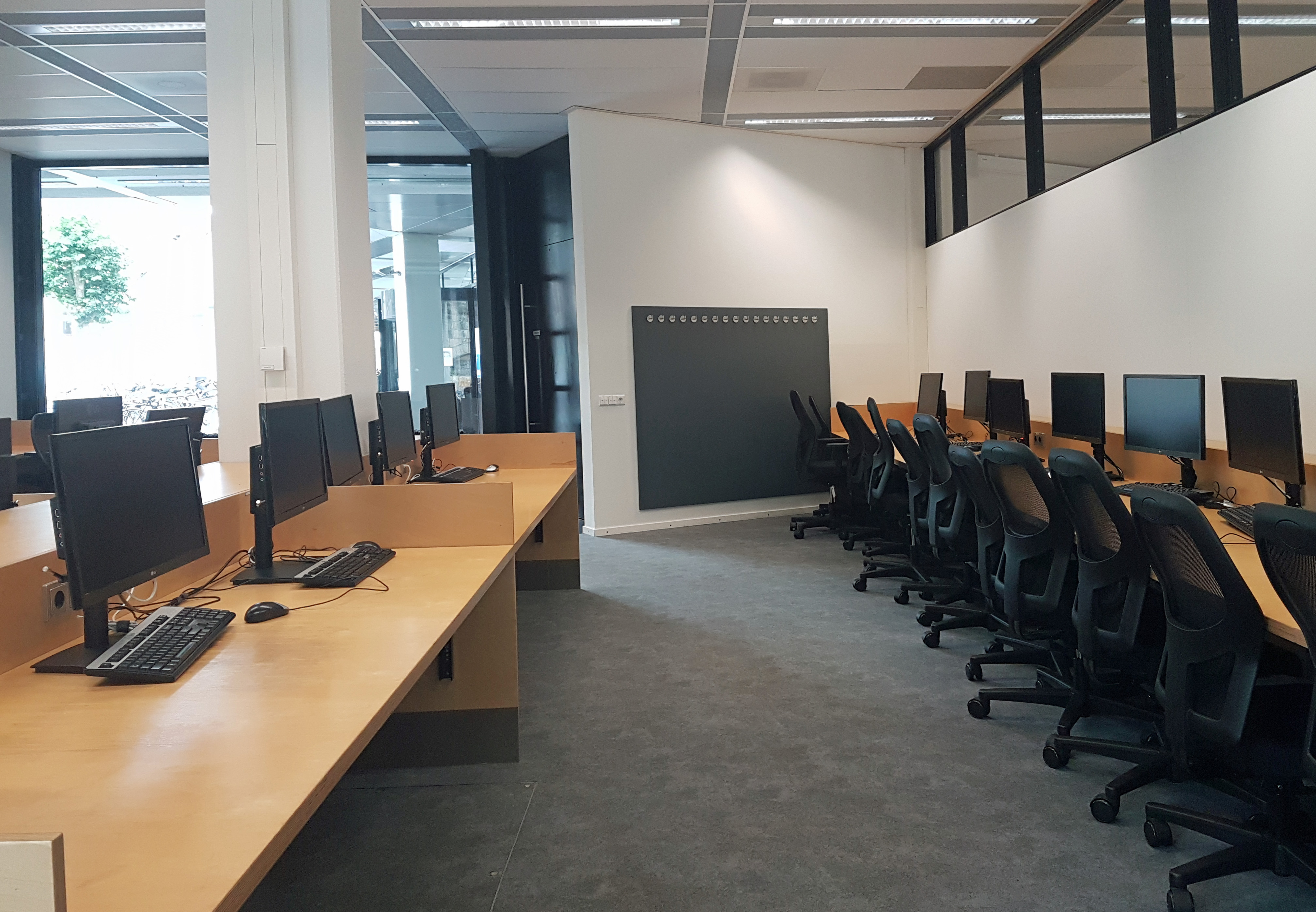
Studieruimte locatie binnenstad

Naast de aanlevering van studiemateriaal biedt de universiteitsbibliotheek studeergelegenheden voor studenten. Ondanks een forse uitbreiding (18%) van het aantal studeerplekken in het studiejaar 2009/10, moest de bibliotheek in de jaren daarna haar capaciteit nog diverse malen vergroten door de toename van studenten in Maastricht. Ze beschikte in 2013 over ruim 2200 studeerplekken (1079 in Randwyck, 965 in de Nieuwenhofstraat, 163 in de Bonnefantenstraat), waarvan een groot deel voorzien is van computers.
De universiteitsbibliotheek biedt tevens een breed scala aan ondersteunende services, trainingen en workshops. Naast instructies over het gebruik van bibliotheeksystemen en haar databanken, verschaft de bibliotheek bijvoorbeeld ook schrijf- en taalcursussen, hulp bij publiceren en dataverwerking voor onderzoekers.

## Collecties
De universiteit beschikte in 2012 over 657.040 banden (verspreid over 18 kilometer aan rekken), 19.051 e-books, 546 abonnementen op fysieke tijdschriften en 29.472 digitale tijdschriften. De fysieke boeken zijn verdeeld over de locaties in de binnenstad en Randwyck. Een groot deel van deze boeken zijn echter niet direct beschikbaar voor studenten en bevinden zich in een van de twee depots. Deze kunnen opgevraagd worden via onder andere een online catalogus.
Naast de benodigde literatuur voor de faculteiten van de universiteit, heeft de bibliotheek ook een collectie boeken over onderwerpen die niet direct gerelateerd zijn aan de opleidingen van de universiteit. Deze zogeheten 'Centrale Achtergrondcollectie' bevat boeken over bijvoorbeeld sociologie en educatiewetenschappen. Daarbij beschikt de universiteit over een aantal erfgoedcollecties, waarvan de Jezuïetencollectie de belangrijkste is.

### Jezuïetencollectie

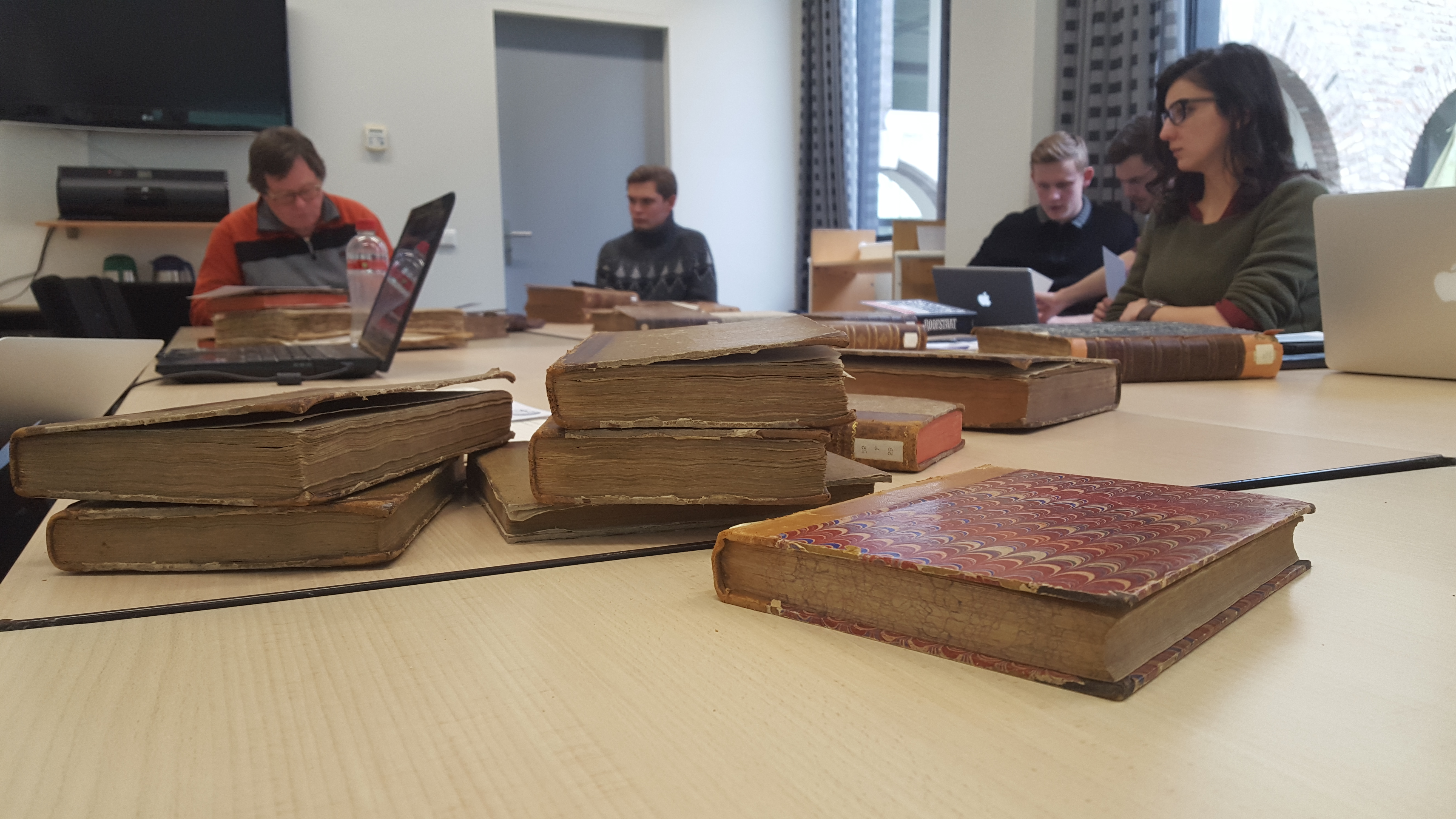
Studenten aan de slag met reisboeken uit de jezuïetencollectie

De collectie van het collegium maximum, ofwel jezuïetencollectie, is de grootste, oudste en belangrijkste collectie van de universiteit. Het collegium maximum was de theologische faculteit van de Sociëteit van Jezus (de jezuïeten), die vanaf 1853 gevestigd was in het Canisianum aan de Tongersestraat, thans de School of Business and Economics van de UM. Bij de opheffing van de faculteit in 1967 omvatte de collectie circa 200.000 banden, 30.000 brochures en 1500 series tijdschriften. Ze bestrijkt uiteenlopende disciplines als rechten, geschiedenis, anatomie, filosofie, letterkunde, theologie en diverse sociale wetenschappen. Het oudste boek dateert uit 1481. De bibliotheek bezit onder andere de complete collectie van de Acta Eruditorum, een van de eerste wetenschappelijke tijdschriften. Bijzonder zijn ook de oude reisboeken en almanakken en een collectie geschriften over het jansenisme. Verder zijn er wetenschappelijke werken van onder anderen Leibniz, Newton, Huygens en Perrault. Enkele topstukken zijn:
- Bartolus a Saxoferrato In tres Codicis libros (1585), Bartolus de Saxoferrato[8]
- Schilder-boeck (1604), Karel van Mander[9]
- De iustitia et iure (1609), Leonardus Lessius[10]
- De imitatione Christi (1622), Thomas a Kempis[11]
- Arca Noe (1675), Athanasius Kircher[12]
- De iure belli ac pacis (1689), Hugo de Groot[13]
- Opera omnia anatomica et chirurgica (1629), Andreas Vesalius[14]
- De natuurlyke historie der versteeningen (1773), G.W. Knorr en J.E.I. Walch[15]
- Katechismus der natuur (1778), Jan Floris Martinet[16]
- Het boek der uitvindingen (1863)[17]

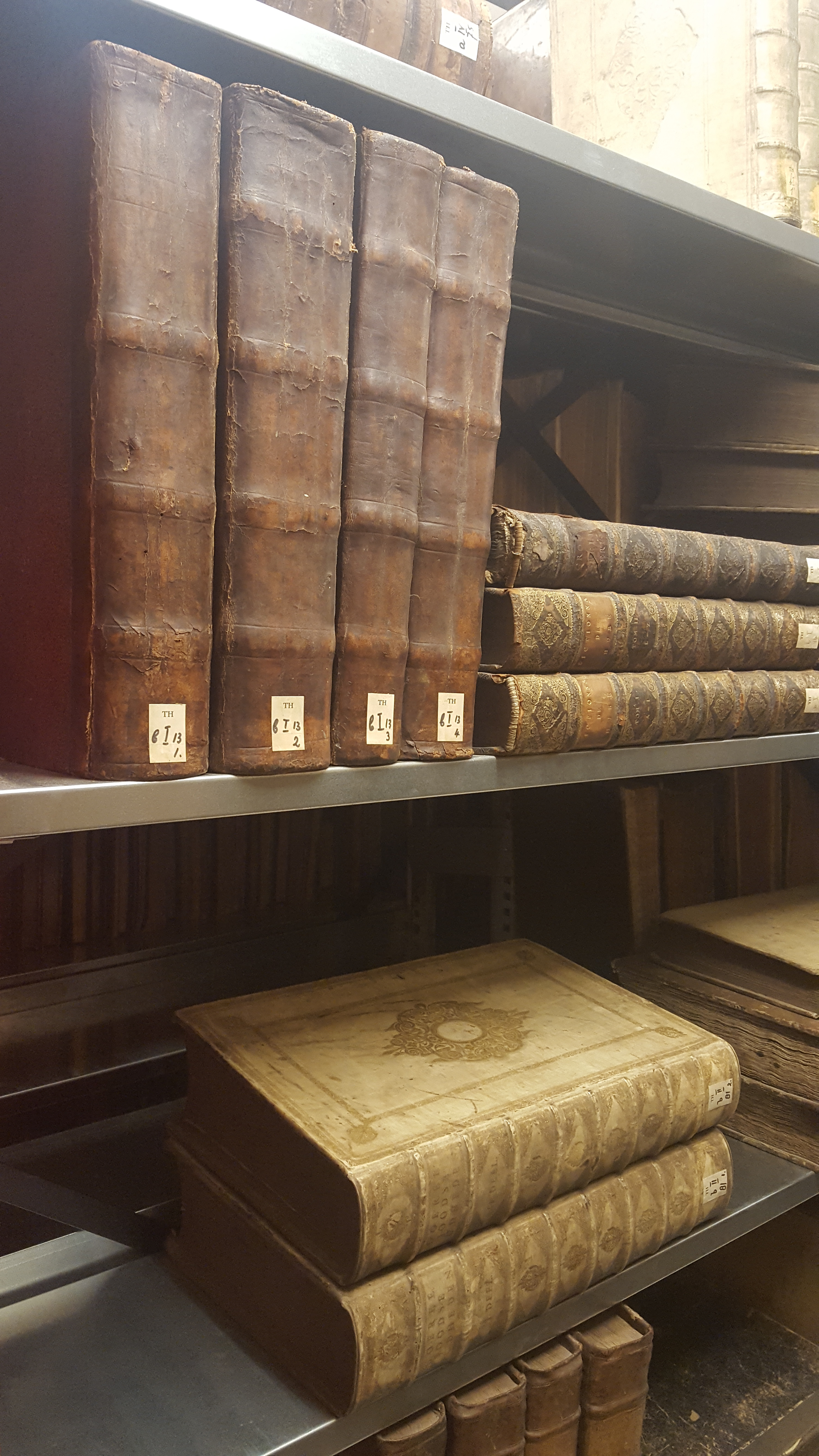
Boeken uit de jezuïetencollectie in het magazijn
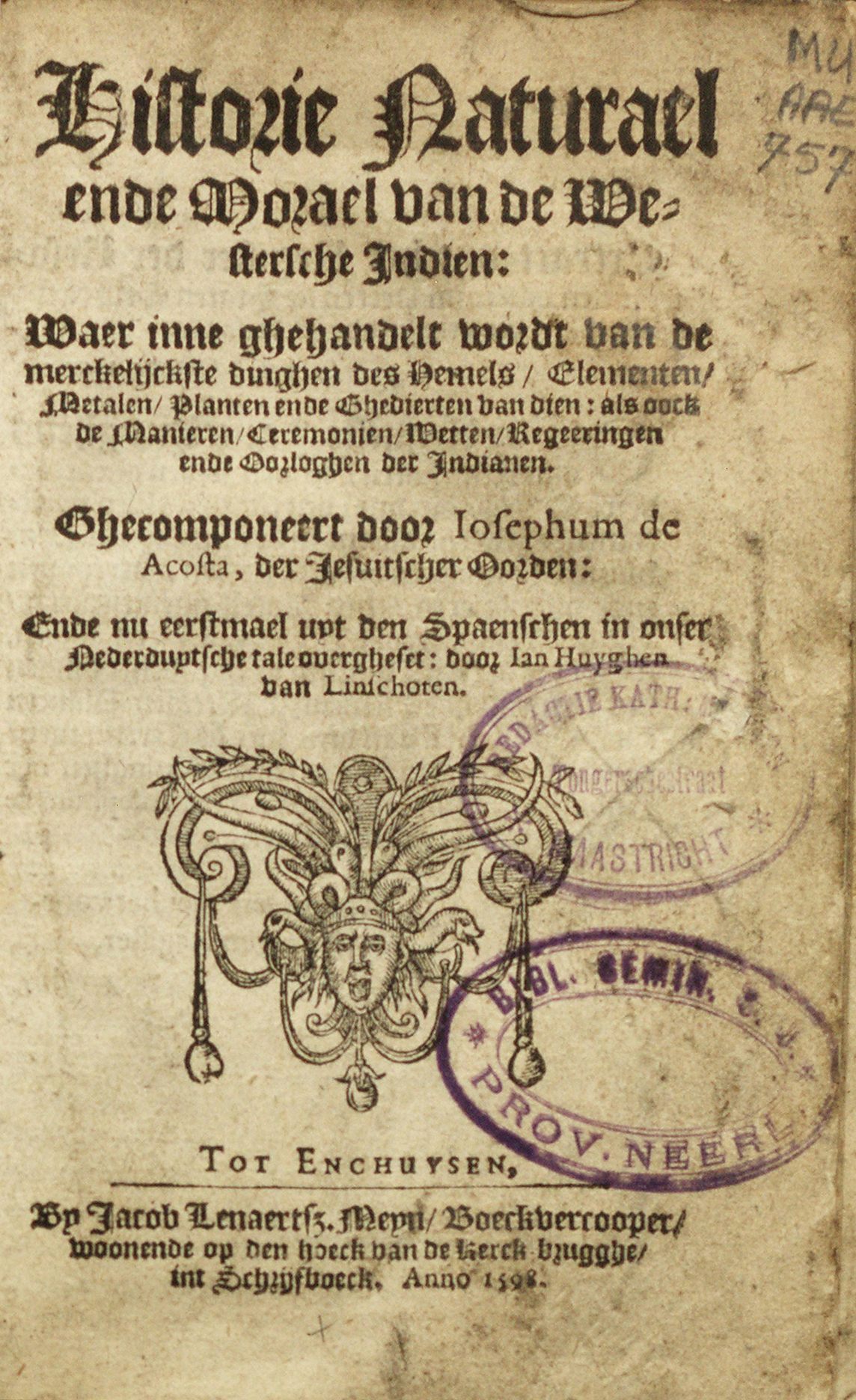
Titelblad José de Acosta's Historie Naturael, enz. (1598)
Titelblad Hugo de Groot's Vrye zeevaert, enz. (uitgave van 1641)
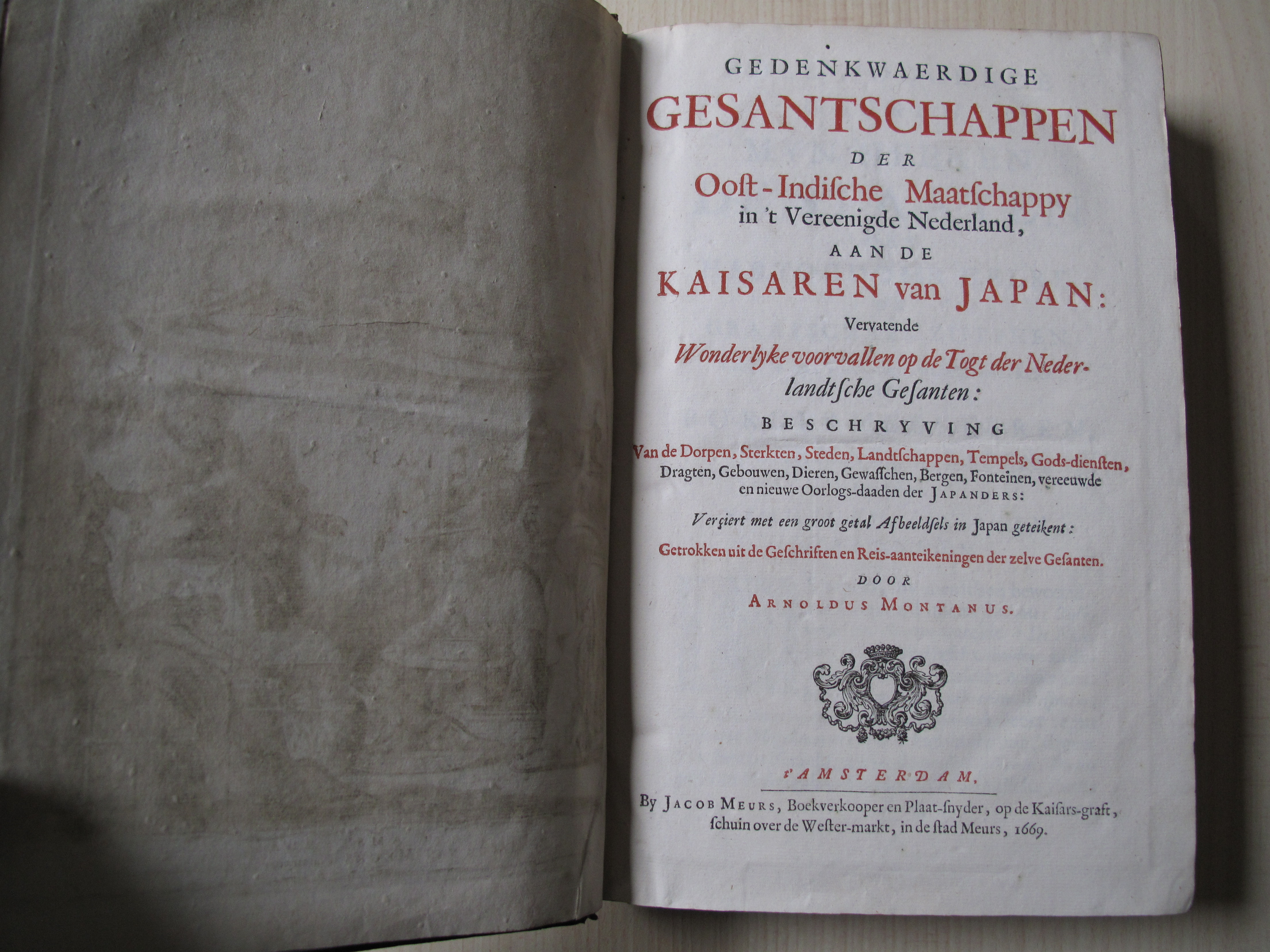
Arnoldus Montanus, Gesantschappen aen de kaisaren van Japan (1669)

### Overige collecties
Van de overige collecties kunnen genoemd worden:
- Een privécollectie van de Maastrichtse fysicus en Nobellaureaat Peter Debye
- De bibliotheek- en handschriftencollectie van de Maastrichtse dichter Pierre Kemp, in 1994 in bruikleen gegeven
- Een documentatiecollectie van de Limburgse schilder Charles Eyck